# Alexander Frank Skutch
Alexander Frank Skutch (* 20. Mai 1904 in Baltimore, Maryland; † 12. Mai 2004 in San Isidro de El General, Provinz San José) war ein US-amerikanischer Naturforscher und Ornithologe, der später in Costa Rica lebte.

## Leben und Wirken
Sein Vater hieß Robert Frank Skutch (1878–1966), seine Mutter Rachel W. geb. Frank (1880–1974). Im Jahr 1950 heiratete er Pamela Joan geb. Lankester (1920–2001), die Tochter des britischen Immigranten Charles Herbert Lankester (1879–1969), der ebenfalls als ausgezeichneter Naturforscher galt. Die Ehe mit Pamela blieb kinderlos und so adoptieren sie einen misshandelten Jungen namens Edwin, der seinen Vater in jungen Jahren bei seinen Naturerkundigungen begleitete, bevor er schließlich seinen eigenen Weg ging.
Als ältester Sohn wuchs Skutch auf einer Farm in den grünen Hügeln von Maryland auf. Hier entwickelte er seine Leidenschaft für lebende Tiere. Geprägt von der Liebe seines Vaters für Bücher, las er als Student fächerübergreifende Werke über Geschichte, Literatur und Philosophie. Auf der Johns Hopkins University reifte unter dem Einfluss seines Professors für Botanik Duncan Starr Johnson (1867–1937) schließlich sein Entschluss Biologe zu werden. Finanziert von der United Fruit Company begleitete er Johnson an die Küste von Maine sowie nach Jamaika. Auf Jamaika kam er erstmals mit tropischer Natur in Kontakt und verpflichtete sich über die Morphologie von Bananenpflanzen zu promovieren. Seine Dissertationsarbeit aus dem Jahr 1928 trug den Titel The Anatomy of Leaf of Banana, Musa sapientum, L.Var.Hort. Gros Michel.
Schlechte Erfahrungen bei einer Vogelberingungsstation führte seinen Weg zunächst weg vom Feld der Ornithologie. So studierte er zunächst auf den Plantagen der United Fruit Company in Honduras und in Panama weiter an Bananenpflanzen, doch war es hier die Vielfalt an Vögeln, die sein Interesse auf diesem Gebiet wieder erweckte. In seiner ersten ornithologischen Publikation in The Auk aus dem Jahre 1930 beschreibt er den ganzen Entwicklungszyklus vom Nestbau bis zum Federkleid des Graugelb-Todityranns (Todirostrum cinereum finitimum Bangs, 1904). Nach seiner Rückkehr in die USA stellte er beim Sichten von neotropischen Vogelliteratur fest, dass über die Taxonomie von Arten und Unterarten relativ viel bekannt war, aber über ihr Habitat praktisch keine Studien existieren. So entschied er sich die neotropische Avifauna in ihren natürlichen Lebensraum zu beobachten, ohne sie durch sein Verhalten zu stören. Es passte zu seiner Lebensphilosophie des Verstehens und Respekt vor der Schönheit und Harmonie der Natur.
In den folgenden Jahren streifte er durch Zentralamerika, wo er in verschiedenen Farmen und Haziendas, die seine ornithologischen Studien unterstützen, unterkam. Hier gab er den Kindern der Gastgeber Nachhilfe und sammelte später ein beachtliches Herbarium. Auf der Insel Barro Colorado lernte er Frank Michler Chapman kennen, dessen Lebenszyklus Studien seine weitere Karriere beeinflusste. Trotzdem blieb er untypisch für US-amerikanische Ornithologen, da er nie für Museen bzw. staatliche Stellen arbeitete und nie auch nur einen Vogel sammelte. Seit er 1935 in Costa Rica ankam, entwickelte sich das Sammeln von Pflanzen zu sein Beruf. Dieser ermöglichte ihm 1941 die Farm Los Cusingos zu kaufen, wo er den Rest seines Lebens zubrachte. Außerdem finanzierte ihm dieses Einkommen kürzere Reisen in andere neotropische Länder, um dort die hiesige Avifauna zu studieren.
Vieles, was man heute über das Leben von ca. 300 Vogelarten der Neotropen weiß, stammte aus seiner Feder. Alleine sein dreibändiges Werk Life Histories of Central American Birds würde für ein eindrucksvolles Lebenswerk ausreichen, doch folgte 1976 sein Monumentalwerk Parent Birds and their Young. In den späten 1970er bekam er eine Nackenerkrankung, die ihm das Beobachten in freier Natur unmöglich machte. So verlegte er sich aufs Niederschreiben seiner früheren Beobachtungen, wie z. B. in The Life of the Hummingbird oder mehr philosophische Arbeiten wie Life Ascending.
Skutch war Autor von mehr als 200 wissenschaftlichen Artikeln und 20 Vogelbüchern. Außerdem schrieb er 50 Artikel und vier Bücher über Philosophie und drei Autobiografien.
Im Jahr 1997 führten er und seine Frau eine Stiftung ein, die heute den Pamela and Alexander F. Skutch Research Award an Wissenschaftler, die den Lebenszyklus von neotropischen Vögeln erforschen, vergibt.

## Mitgliedschaften und Auszeichnungen
Im Jahr 1930 wurde er Mitglied der American Ornithologists’ Union (A.O.U.), der im Jahr 1938 der Status gewähltes Mitglied, 1945 der Fellow und 1979 der Honorary Fellow folgte. Für seine zahlreichen Studien zur Entwicklungsbiologie von Vögeln in der tropischen westlichen Hemisphäre wurde ihm 1950 die William-Brewster-Medaille verliehen.

## Dedikationsnamen

### Vögel
Allan Robert Phillips nannte 1986 im zu Ehren eine Unterart des Rotrückenzaunkönigs Thryothorus rufalbus skutchi, die aber heute meist als Synonym für Thryophilus rufalbus castanonotus geführt wird. Die Gattung Skutchia, die Edwin O’Neill Willis (1935–2015) im Jahr 1965 für den Weißstirn-Ameisenvogel (Phlegopsis borbae Hellmayr, 1907) einführte, ist in der Literatur zumindest umstritten.

### Pflanzen
Zahlreiche Botaniker wie Ferdinand Albin Pax, Käthe Hoffmann, Conrad Vernon Morton, Albert Charles Smith, William Trelease, Alfred Rehder, Paul Carpenter Standley, Oakes Ames, Emery Clarence Leonard, Caroline Kathryn Allen und Sydney Fay Blake ehrten ihn in Pflanzennamen. So findet man in der Literatur z. B.:
- Skutchia für Skutchia caudata.[10]
- Costus skutchii[11] ein Synonym für Costus laevis
- Ardisia skutchii.[11] ein Synonym für Ardisia opegrapha
- Cavendishia skutchii[12]
- Buddleja skutchii[13]
- Eugenia skutchii[14]
- Acer skutchii[15] ein Synonym für Zucker-Ahorn (Acer saccharum)
- Rudgea skutchii[16]
- Croton skutchii[17]
- Erythroxylum skutchii[18]
- Phyllanthus skutchii[19]
- Inga skutchii[20]
- Chamaedorea skutchii[21]
- Quercus skutchii[22]
- Stelis skutchii[23]
- Justicia skutchii[24]
- Dicliptera skutchii[25]
- Nectandrea skutchii[26] ein Synonym für Nectandra membranacea.
- Hieracium skutchii[27]
- Circium skutchii[28]

## Publikationen (Auswahl)
- The Habits and Nesting Activities of the Northern Tody Flycatcher in Panama. In: The Auk. Band 47, Nr. 3, 1930, S. 313–322 (sora.unm.edu [PDF; 554 kB]).
- Life History of the Blue and White Swallow. In: The Auk. Band 69, Nr. 4, 1952, S. 392–406 (sora.unm.edu [PDF; 900 kB]).
- Life Histories of Central American Birds (= Pazific Coast Avifauna. 1 (Fringilidae, Thrapaupidae, Icteridae, Parulidae, Coerebidae), Nr. 31). Cooper Ornithological Society, Berkeley, California 1954 (sora.unm.edu [PDF; 32,9 MB]).
- Life Histories of Central American Birds (= Pazific Coast Avifauna. 2 (Vireonidae, Sylviidae, Turdidae, Troglodytidae, Paridae, Corvidae, Hirundinidae and Tyrannidae), Nr. 34). Cooper Ornithological Society, Berkeley, California 1960 (sora.unm.edu [PDF; 43,3 MB]).
- Life Histories of Central American Birds (= Pazific Coast Avifauna. 3 (Cotingidae, Pipridae, Formicariidae, Furnariidae, Dendrolaptidae, Picidae), Nr. 35). Cooper Ornithological Society, Berkeley, California 1969 (sora.unm.edu [PDF; 40,8 MB]).
- A naturalist in Costa Rica. University of Florida Press, Gainesville 1971, ISBN 978-0-8130-0312-2.
- mit Arthur Bernard Singer: The Life of the Hummingbird. Crown Publication, New York 1973, ISBN 978-0-517-50572-4.
- Parent birds and their young. University of Texas Pres, Austin 1976, ISBN 978-0-292-76424-8.
- A naturalist on a tropical farm. University of California Press, Berkeley 1980, ISBN 978-0-520-04149-3.
- Life Ascending. University of Texas Pres, Austin 1985, ISBN 978-0-292-70374-2.
- A naturalist amid tropical splendor. University of Iowa Press, Norman, Oklahoma 1987, ISBN 978-1-58729-224-8.
- Birds asleep. University of Texas Press, Austin, Texas 1989, ISBN 978-0-292-70773-3.
- mit Frank Gary Stiles, Dana Gardner: A Guide to the Birds of Costa Rica. Comstock Publishing Associates, Ithaca, New York 1990, ISBN 978-0-8014-9600-4.
- The minds of birds. Texas A & M University Press,, College Station, TX 1996, ISBN 978-0-89096-759-1.
- mit  Dana Gardner, Vorwort: David Snow: Antbirds and Ovenbirds: Their Lives and Homes. University of Texas Press, Austin, Texas 1996, ISBN 978-0-292-77699-9.
- mit  Dana Gardner: Life of the Flycatcher. University of Oklahoma Press, Norman, Oklahoma 1997, ISBN 978-0-8061-2919-8.
- mit  Dana Gardner: Helpers at birds' nests: a worldwide survey of cooperative breeding and related behavior. University of Iowa Press, Norman, Oklahoma 1999, ISBN 978-1-58729-225-5.
- Harmony and conflict in the living world. University of Iowa Press, Norman, Oklahoma 2000, ISBN 978-0-585-26863-7.
- Field Guide to the Wildlife of Costa Rica. University of Texas Press, Austin, Texas 2002, ISBN 0-292-73459-X.